# انتصار الوجدانية

طبعة حديثة من المسرحية نشرت في 10 مايو 2011

انتصار الوجدانية (بالألمانية: Triumph der Empfindsamkeit) مسرحية ذات فصل واحد من تأليف الكاتب المسرحي الألماني يوهان فولفغانغ فون غوته، نُشرت للمرة الأولى في عام 1778، كتب غوته هذه المسرحية تزامناً مع كتابته لمسرحيته الأخرى أخ وأخت.

## وصلات خارجية
- انتصار الوجدانية، على أرشيف الإنترنت.
- انتصار الوجدانية، على كتب جوجل.
- انتصار الوجدانية، على موقع أمازون.
- انتصار الوجدانية، على مكتبة جامعة ويسكونسن-ماديسون.
- انتصار الوجدانية، على مكتبة جامعة هارفارد.
- انتصار الوجدانية، على مكتبة جامعة ميشيغان.